# Koita
Pour les articles homonymes, voir Koïta (homonymie).
Koita ou Kita (en grec moderne : Κοίτα) est un village du dème du Magne-Oriental, dans le district régional de Laconie, en Grèce.

## Communauté locale de Koita
Koita est le siège d'une communauté locale du sud-ouest du Magne entre Areópoli et Geroliménas.
Les villages de la communauté locale de Koita sont:
- Koita (96 hab.),
- Ágios Geórgios,
- Ano Gardenitsa,
- Archia,
- Episkopí
- Kalonioi,
- Kato Gardenitsa,
- Kechrianika,
- Nomia,
- Psion.